# Съюз на българските национални легиони
Съюзът на българските национални легиони (СБНЛ; до 1935 г. – Съюз на младежките национални легиони) е ултранационалистическа, профашистка и пронацистка организация в България, активна през 1932 – 1944 година и определяна като най-мощното фашистко движение в българската история. Сред видните нейни лидери и дейци са д-р Иван Дочев, ген. Христо Луков, ген. Никола Жеков, Илия Минев, Дянко Марков, Христо Статев и др.
Организацията изповядва идеология близка до фашизма, включваща създаване на тоталитарен еднопартиен режим, премахване на пазарната икономика и пълен контрол на държавата върху стопанския и обществен живот, антисемитизъм и враждебност към чужденците, антикомунизъм, антимасонство, противопоставяне на интернационализма и пацифизма. Демонстрира симпатии към италианския фашизъм и националсоциализма, от които заимства различни идейни постановки, символи, лозунги и терминология. Поради връзките си с тоталитарния националсоциалистически режим на Третия Райх, организацията, както и отделни нейни дейци, са обект на противоречиви исторически оценки[ неясно? ].

## История
Съюзът на младежките национални легиони (СМНЛ; в някои документи – националистически) е създаден на 3 април 1932 година и провежда своя учредителен конгрес през следващия месец в Русе. Негови създатели са младежи от най-масовата по това време фашистка организация Съюз „Българска родна защита“, групирани около вестник „Прелом“. СМНЛ бързо набира много привърженици сред младежта, прилагайки заимствани от германските националсоциалисти пропагандни похвати. Особена популярност получава масовия поход от София до Търново за провеждането там на III конгрес на организацията през май 1933 година.
След Деветнадесетомайския преврат през 1934 година СМНЛ организира демонстрации в подкрепа на монархията, а след отстраняването от властта на „Звено“ е донякъде толериран от режима. През 1938 година СБНЛ се разцепва на две крила, водени от съответно от Иван Дочев и Илия Станев. Много от идеологическите постановки на Легионите са добре приети от правителството, но то се опасява от техния стремеж към създаване на тоталитарен режим, потенциално независим от монархията, поради което се стреми да ограничава дейността им и окончателно да ги забрани на 27 септември 1939 година. По това време СБНЛ достига 75 хиляди членове, 60% от които са ученици, а над 90% – под 30-годишна възраст.
Въпреки забраната СБНЛ продължава да функционира до Деветосептемврийския преврат през 1944 година, като дори увеличава членската си маса, а негови дейци се инфилтрират в местни структури на казионната организация „Бранник“. Макар да подкрепят сближаването с Германия по време на Втората световна война, легионерите са в остра опозиция на управляващите, които определят като „капиталисти, юдеомасони и болшевици“, и призовават за „легионерска революция“ като единствено средство за установяване на Новия ред в България.
През 1942 година СБНЛ е оглавен от бившия военен министър и запасен генерал Христо Луков. Той се опитва да консолидира организацията и да преодолее разцеплението в нея, като поддържа тесни връзки с Германия, предизвиквайки подозрения в правителствените среди, че подготвя преврат. Луков е убит на 13 февруари 1943 година, което предизвиква вълна от антиправителствени демонстрации на легионерите, но разследването установява, че атентатът е извършен от комунистите. След убийството на Христо Луков кризата в СБНЛ се задълбочава. След смъртта на цар Борис III през август 1943 година Съюзът прави опит за коалиране с другата водеща нацистка организация Ратничество за напредък на българщината, но без траен резултат.
СБНЛ е унищожен след Деветосептемврийския преврат през 1944 година. По данни на Държавна сигурност, по това време той има 14 150 членове.

## Наследство
Смята се, че в моментите на най-силното си влияние организацията брои близо 50 хил. членове, докато според Васил Златаров 200 000 души, като не се уточнява дали числото е сборно за годините, в които СБНЛ е активна или за конкретен момент.
Непосредствено след преврата около 7 хиляди легионери са избити или подложени на репресии. В края на 1946 година е проведен показен процес срещу симпатизанти на СБНЛ сред офицерите, т.нар. Първи легионерски център. Група лидери на организацията, сред които Илия Станев, са принудени да сътрудничат на военното разузнаване и с тяхно съдействие през лятото на 1948 година е проведен процес срещу Втори легионерски център, по който са осъдени 68 души, а в хода на следствието са арестувани около 850.
Сред най-известните живи активисти на СБНЛ след 1989 г. е Илия Минев – репресиран от комунистическата власт и излежал общо 33 години в затвори и концлагери. След 1989 г. Минев продължава да популяризира някои от идейните постановки на СБНЛ чрез вестник „Свободно слово“, който Минев започва да издава като орган на Независимо дружество за защита правата на човека (НДЗПЧ). Определя се като убеден легионер и смята, че легионерството има същата роля в българското общество, както нацистката партия в Германия.
В памет на убития в 1943 г. от комунистически терористи водач на Легиона генерал Христо Луков и други убити и репресирани български националисти след Деветосептемврийския преврат 1944, Български Национален Съюз (БНС) организира заедно с гости от чужбина и други националистически организации от България, ежегодно от 2002 г. през месец февруари възпоменателно факелно шествие „Луков Марш“ от центъра на София с поклонения на Паметника на незнайния войн и пред паметната плоча на къщата на генерала.

### Историческа оценка
В академичната историческа литература след 10 ноември 1989 г. СБНЛ е определяна с характерните черти на десния политически екстремизъм. Историкът Румен Даскалов определя Съюза на българските национални легиони (СБНЛ) като организация с „изцяло оформен фашистки характер“:
Изцяло оформен фашистки характер вече през годините на Втората световна война имали Съюзът на българските национални легиони (ген. Христо Луков, после ген. Никола Жеков) и „Ратници за напредъка на българщината“ (Александър Белев, Л. Русев). В идеологическия им арсенал влизат обичайните крайнонационалистически и шовинистични, авторитарни и тоталитарни идеи, но още по-заострени и непримирими към всякакви партийно-парламентарни форми и либерално-индивидуалистични идеи; а също – и по-характерно – вождизъм и елитаризъм, расизъм, антисемитизъм и пр. Типично фашистките идеи (например водаческата) обаче остават недоразвити по тактически причини на съобразяване с установения монархически режим.
Историкът Николай Поппетров охарактеризира СБНЛ така:
[...] Още при първите си стъпки легионерската организация изразява своя антикомунизъм, отричане на либерализма, масонството, интернационализма и пацифизма. Пак още при най-ранните си изяви показва симпатии към италианския фашизъм и към националсоциализма, от които заимства различни идейни постановки, символи, лозунги и терминология. На Третия си конгрес (1933 г.) организацията показва ориентация към еднопартийния политически модел. [...] Проявява изразени симпатии към новия ред – националсоциализма, изразява силен антисемитизъм, постепенно навлиза в целенасочена опозиция на режима, участва в различни комбинации за компрометиране на безпартийния режим. В нея влиза група висши запасни офицери, споделящи идеите на радикалната десница и на тоталитаризма. [...]

## Видни представители на СБНЛ
- Д-р Иван Дочев
- Ген. Христо Луков
- Ген. Никола Жеков
- Илия Минев
- Дянко Марков
- Васил Златаров
- Любен Костов (общественик)